# سوم قرقیزستان
سوم، نام یکای پول کشور قرقیزستان به کد ایزو ۴۲۱۷ KGS است؛ که از ۱۰ می ۱۹۹۳ (۲۰ اردیبهشت ۱۳۷۲) در این کشور جایگزین روبل شوروی شد. بدین صورت که هر یک سوم معادل ۲۰۰ روبل تعیین گردید. همچنین یک سوم برابر ۱۰۰ تیین (که یکای جزء پول قرقیزستان است) می‌باشد.

## اسکناس‌ها
سری نخست اسکناس‌های سوم قرقیزستان در بریتانیا چاپ شد.
| نگاره | نگاره | بها     | ابعاد     | شرح             | شرح                     | شرح                                                     | تاریخ         | تاریخ      | تاریخ                                                              | تاریخ                                                              |
| رو | پشت   | بها     | ابعاد     | رو              | پشت                     | ته‌نقش                                                   | آغاز چاپ      | انتشار     | پایان چاپ                                                          | خروج از گردش                                                       |
| --- | ----- | ------- | --------- | --------------- | ----------------------- | ------------------------------------------------------- | ------------- | ---------- | ------------------------------------------------------------------ | ------------------------------------------------------------------ |
| |       | ۱ تیین  | ۹۰×۷۰ mm  | بها، عقاب قرقیز | بها، نشان ملی قرقیزستان | عقاب (انتشار ۱۹۹۳). طرح قارچ‌مانند (انتشار ۱۹۹۹ و ۲۰۰۱). | تاریخ ناموجود | ۱۰ مه ۱۹۹۳ | همچنان موجود، ولی دیگر منتشر نمی‌شود و به ندرت در بازار دیده می‌شود. | همچنان موجود، ولی دیگر منتشر نمی‌شود و به ندرت در بازار دیده می‌شود. |
| |       | ۱۰ تیین | ۹۰×۷۰ mm  | بها، عقاب قرقیز | بها، نشان ملی قرقیزستان | عقاب (انتشار ۱۹۹۳). طرح قارچ‌مانند (انتشار ۱۹۹۹ و ۲۰۰۱). | تاریخ ناموجود | ۱۰ مه ۱۹۹۳ | همچنان موجود، ولی دیگر منتشر نمی‌شود و به ندرت در بازار دیده می‌شود. | همچنان موجود، ولی دیگر منتشر نمی‌شود و به ندرت در بازار دیده می‌شود. |
| |       | ۵۰ تیین | ۹۰×۷۰ mm  | بها، عقاب قرقیز | بها، نشان ملی قرقیزستان | عقاب (انتشار ۱۹۹۳). طرح قارچ‌مانند (انتشار ۱۹۹۹ و ۲۰۰۱). | تاریخ ناموجود | ۱۰ مه ۱۹۹۳ | همچنان موجود، ولی دیگر منتشر نمی‌شود و به ندرت در بازار دیده می‌شود. | همچنان موجود، ولی دیگر منتشر نمی‌شود و به ندرت در بازار دیده می‌شود. |
| |       | ۱ سوم   | ۱۴۰×۷۰ mm | بها، مناس       | بها، آرامگاه مناس       | عقاب                                                    | تاریخ ناموجود | ۱۰ مه ۱۹۹۳ | همچنان موجود، ولی دیگر منتشر نمی‌شود و به ندرت در بازار دیده می‌شود. | همچنان موجود، ولی دیگر منتشر نمی‌شود و به ندرت در بازار دیده می‌شود. |
| |       | ۵ سوم   | ۱۴۰×۷۰ mm | بها، مناس       | بها، آرامگاه مناس       | عقاب                                                    | تاریخ ناموجود | ۱۰ مه ۱۹۹۳ | همچنان موجود، ولی دیگر منتشر نمی‌شود و به ندرت در بازار دیده می‌شود. | همچنان موجود، ولی دیگر منتشر نمی‌شود و به ندرت در بازار دیده می‌شود. |
| |       | ۲۰ سوم  | ۱۴۰×۷۰ mm | بها، مناس       | بها، آرامگاه مناس       | عقاب                                                    | تاریخ ناموجود | ۱۰ مه ۱۹۹۳ | همچنان موجود، ولی دیگر منتشر نمی‌شود و به ندرت در بازار دیده می‌شود. | همچنان موجود، ولی دیگر منتشر نمی‌شود و به ندرت در بازار دیده می‌شود. |
| These images are to scale at 0.7 pixels per millimetre. For table standards, see the banknote specification table. |       |         |           |                 |                         |                                                         |               |            |                                                                    |                                                                    |

سری دوم نسبت به سری پیشین از مقاومت بیشتری برخوردار شد.
| نگاره | نگاره | بها     | ابعاد       | شرح                   | شرح                                                 | شرح                   | تاریخ    | تاریخ          | تاریخ                                                              | تاریخ                                                              |
| رو | پشت   | بها     | ابعاد       | رو                    | پشت                                                 | ته‌نقش                 | آغاز چاپ | انتشار         | پایان چاپ                                                          | خروج از گردش                                                       |
| --- | ----- | ------- | ----------- | --------------------- | --------------------------------------------------- | --------------------- | -------- | -------------- | ------------------------------------------------------------------ | ------------------------------------------------------------------ |
| |       | ۱ سوم   | ۱۳۵ х ۶۵ mm | ابدیلاس مالدیبایف     | چگور، قوبیز، ارکستر فیلارمونیک بیشکک                | توقتوغول ساتیلغان‌اغلو | ناموجود  | ۱۱ آوریل ۱۹۹۴  | همچنان موجود، ولی دیگر منتشر نمی‌شود و به ندرت در بازار دیده می‌شود. | همچنان موجود، ولی دیگر منتشر نمی‌شود و به ندرت در بازار دیده می‌شود. |
| |       | ۵ سوم   | ۱۳۵ х ۶۵ mm | بوبوسارا بیشنالیوا    | اپرای ملی قرقیزستان                                 | توقتوغول ساتیلغان‌اغلو | ناموجود  | ۱۱ آوریل ۱۹۹۴  | همچنان موجود، ولی دیگر منتشر نمی‌شود و به ندرت در بازار دیده می‌شود. | همچنان موجود، ولی دیگر منتشر نمی‌شود و به ندرت در بازار دیده می‌شود. |
| |       | ۱۰ سوم  | ۱۳۵ х ۶۵ mm | قاسم تینیستانف        | کوهستان‌های قرقیزستان و شکاف جتی‌اگوز                 | توقتوغول ساتیلغان‌اغلو | ناموجود  | ۲۸ ژانویه ۱۹۹۴ | همچنان موجود، ولی دیگر منتشر نمی‌شود و به ندرت در بازار دیده می‌شود. | همچنان موجود، ولی دیگر منتشر نمی‌شود و به ندرت در بازار دیده می‌شود. |
| |       | ۲۰ سوم  | ۱۳۵ х ۶۵ mm | توگولوک مولدو         | آرامگاه مناس                                        | توقتوغول ساتیلغان‌اغلو | ناموجود  | ۱۱ آوریل ۱۹۹۴  | همچنان موجود، ولی دیگر منتشر نمی‌شود و به ندرت در بازار دیده می‌شود. | همچنان موجود، ولی دیگر منتشر نمی‌شود و به ندرت در بازار دیده می‌شود. |
| |       | ۵۰ سوم  | ۱۳۵ х ۶۵ mm | کورمانجان داتکا       | اوزکند مجموعه معماری متعلق به سده‌های ۱۱ و ۱۲ میلادی | توقتوغول ساتیلغان‌اغلو | ناموجود  | ۲۹ اوت ۱۹۹۴    | همچنان موجود، ولی دیگر منتشر نمی‌شود و به ندرت در بازار دیده می‌شود. | همچنان موجود، ولی دیگر منتشر نمی‌شود و به ندرت در بازار دیده می‌شود. |
| |       | ۱۰۰ سوم | ۱۳۵ х ۶۵ mm | توقتوغول ساتیلغان‌اغلو | نیروگاه توقتوغول                                    | توقتوغول ساتیلغان‌اغلو | ناموجود  | ۲۰ مارس ۱۹۹۵   | همچنان موجود، ولی دیگر منتشر نمی‌شود و به ندرت در بازار دیده می‌شود. | همچنان موجود، ولی دیگر منتشر نمی‌شود و به ندرت در بازار دیده می‌شود. |
| These images are to scale at 0.7 pixels per millimetre. For table standards, see the banknote specification table. |       |         |             |                       |                                                     |                       |          |                |                                                                    |                                                                    |

در پی انتشار سکه‌های ۱، ۵ و ۱۰ سومی در سری سوم گمان می‌رفت اسکناس‌های هم‌ارزشان طی دو سال از گردش خارج شوند.
| نگاره | نگاره | بها       | ابعاد       | شرح                     | شرح                                                 | شرح                          | تاریخ    | تاریخ          | تاریخ                               | تاریخ                               |
| رو | پشت   | بها       | ابعاد       | رو                      | پشت                                                 | ته‌نقش                        | آغاز چاپ | انتشار         | پایان چاپ                           | خروج از گردش                        |
| --- | ----- | --------- | ----------- | ----------------------- | --------------------------------------------------- | ---------------------------- | -------- | -------------- | ----------------------------------- | ----------------------------------- |
| |       | ۱ سوم     | ۱۲۰ × ۶۰ mm | ابدیلاس مالدیبایف       | چگور، قوبیز، ارکستر فیلارمونیک بیشکک                | همانند چهره روی اسکناس       | ۱۹۹۹     | ۸ فوریه ۲۰۰۰   | همچنان موجود ولی دیگر منتشر نمی‌شود. | همچنان موجود ولی دیگر منتشر نمی‌شود. |
| |       | ۵ سوم     | ۱۳۵ х ۶۵ mm | بوبوسارا بیشنالیوا      | اپرای ملی قرقیزستان                                 | همانند چهره روی اسکناس       | ۱۹۹۷     | ۱۷ دسامبر ۱۹۹۷ | همچنان موجود ولی دیگر منتشر نمی‌شود. | همچنان موجود ولی دیگر منتشر نمی‌شود. |
| |       | ۱۰ سوم    | ۱۳۵ х ۶۵ mm | قاسم تینیستانف          | کوهستان‌های قرقیزستان و شکاف جتی‌اگوز                 | همانند چهره روی اسکناس       | ۱۹۹۷     | ۱۷ دسامبر ۱۹۹۷ | همچنان موجود ولی دیگر منتشر نمی‌شود. | همچنان موجود ولی دیگر منتشر نمی‌شود. |
| |       | ۲۰ سوم    | ۱۳۵ х ۶۵ mm | توگولوک مولدو           | آرامگاه مناس                                        | همانند چهره روی اسکناس و بها | ۲۰۰۲     | ۱۵ اوت ۲۰۰۲    | همچنان موجود ولی دیگر منتشر نمی‌شود. | همچنان موجود ولی دیگر منتشر نمی‌شود. |
| |       | ۵۰ سوم    | ۱۴۵ × ۷۰ mm | کورمانجان داتکا         | اوزکند مجموعه معماری متعلق به سده‌های ۱۱ و ۱۲ میلادی | همانند چهره روی اسکناس و بها | ۲۰۰۲     | ۱۵ اوت ۲۰۰۲    | همچنان موجود ولی دیگر منتشر نمی‌شود. | همچنان موجود ولی دیگر منتشر نمی‌شود. |
| |       | ۱۰۰ سوم   | ۱۵۰ × ۷۲ mm | توقتوغول ساتیلغان‌اغلو   | خان تنگری                                           | همانند چهره روی اسکناس و بها | ۲۰۰۲     | ۱۵ اوت ۲۰۰۲    | همچنان موجود ولی دیگر منتشر نمی‌شود. | همچنان موجود ولی دیگر منتشر نمی‌شود. |
| |       | ۲۰۰ سوم   | ۱۵۵ × ۷۴ mm | علی‌قل اسمنف             | دریاچه ایسیق‌کول                                     | همانند چهره روی اسکناس و بها | ۲۰۰۰     | ۲۸ اوت ۲۰۰۰    | همچنان موجود ولی دیگر منتشر نمی‌شود. | همچنان موجود ولی دیگر منتشر نمی‌شود. |
| |       | ۲۰۰ سوم   | ۱۵۵ × ۷۴ mm | علی‌قل اسمنف             | دریاچه ایسیق‌کول                                     | همانند چهره روی اسکناس و بها | ۲۰۰۴     | ۲ اوت ۲۰۰۴     | همچنان موجود ولی دیگر منتشر نمی‌شود. | همچنان موجود ولی دیگر منتشر نمی‌شود. |
| |       | ۵۰۰ سوم   | ۱۶۰ × ۷۶ mm | سایاکبای کارالائف       | سایاکبای کارالائف و نگاره‌هایی از مناس               | همانند چهره روی اسکناس و بها | ۲۰۰۰     | ۲۸ اوت ۲۰۰۰    | همچنان موجود ولی دیگر منتشر نمی‌شود. | همچنان موجود ولی دیگر منتشر نمی‌شود. |
| |       | ۵۰۰ سوم   | ۱۶۰ × ۷۶ mm | سایاکبای کارالائف       | سایاکبای کارالائف و نگاره‌هایی از مناس               | همانند چهره روی اسکناس و بها | ۲۰۰۵     | ۱ نوامبر ۲۰۰۵  | همچنان موجود ولی دیگر منتشر نمی‌شود. | همچنان موجود ولی دیگر منتشر نمی‌شود. |
| |       | ۱,۰۰۰ سوم | 165 × ۷۸ mm | یوسف خاص حاجب بلاساغونی | تخت سلیمان، قرقیزستان                               | همانند چهره روی اسکناس و بها | ۲۰۰۰     | ۲۸ اوت ۲۰۰۰    | همچنان موجود ولی دیگر منتشر نمی‌شود. | همچنان موجود ولی دیگر منتشر نمی‌شود. |
| These images are to scale at 0.7 pixels per millimetre. For table standards, see the banknote specification table. |       |           |             |                         |                                                     |                              |          |                |                                     |                                     |

در سری چهارم بر ویژگی‌های امنیتی اسکناس‌ها افزوده شد.
| نگاره | نگاره | بها       | ابعاد       | شرح                     | شرح              | شرح                    | تاریخ    | تاریخ          | تاریخ          | تاریخ          |
| رو | پشت   | بها       | ابعاد       | رو                      | پشت              | ته‌نقش                  | آغاز چاپ | انتشار         | پایان چاپ      | خروج از گردش   |
| --- | ----- | --------- | ----------- | ----------------------- | ---------------- | ---------------------- | -------- | -------------- | -------------- | -------------- |
| |       | ۲۰ سوم    | ۱۲۰ × ۵۸ mm | توگولوک مولدو           | تاش‌رباط          | همانند چهره روی اسکناس | ۲۰۰۹     | ۱ ژوئن ۲۰۰۹    | همچنان در گردش | همچنان در گردش |
| |       | ۲۰ سوم    | ۱۲۰ × ۵۸ mm | توگولوک مولدو           | تاش‌رباط          | همانند چهره روی اسکناس | ۲۰۱۶     | ۲۰ دسامبر ۲۰۱۸ | همچنان در گردش | همچنان در گردش |
| |       | ۵۰ سوم    | ۱۲۶ × ۶۱ mm | کورمانجان داتکا         | گل‌دسته و آرامگاه | همانند چهره روی اسکناس | ۲۰۰۹     | ۱ ژوئیه ۲۰۰۹   | همچنان در گردش | همچنان در گردش |
| |       | ۵۰ سوم    | ۱۲۶ × ۶۱ mm | کورمانجان داتکا         | گل‌دسته و آرامگاه | همانند چهره روی اسکناس | ۲۰۱۶     | ۱ مارس ۲۰۱۷    | همچنان در گردش | همچنان در گردش |
| |       | ۱۰۰ سوم   | ۱۳۲ × ۶۳ mm | توقتوغول ساتیلغان‌اغلو   | نیروگاه توقتوغول | همانند چهره روی اسکناس | ۲۰۰۹     | ۱ ژوئیه ۲۰۰۹   | همچنان در گردش | همچنان در گردش |
| |       | ۱۰۰ سوم   | ۱۳۲ × ۶۳ mm | توقتوغول ساتیلغان‌اغلو   | نیروگاه توقتوغول | همانند چهره روی اسکناس | ۲۰۱۶     | ۱ مارس ۲۰۱۷    | همچنان در گردش | همچنان در گردش |
| |       | ۲۰۰ سوم   | ۱۳۸ × ۶۶ mm | علی‌قل اسمنف             | دریاچه ایسیق‌کول  | همانند چهره روی اسکناس | ۲۰۱۰     | ۱ دسامبر ۲۰۱۰  | همچنان در گردش | همچنان در گردش |
| |       | ۲۰۰ سوم   | ۱۳۸ × ۶۶ mm | علی‌قل اسمنف             | دریاچه ایسیق‌کول  | همانند چهره روی اسکناس | ۲۰۱۶     | ۱ ژانویه ۲۰۱۷  | همچنان در گردش | همچنان در گردش |
| |       | ۵۰۰ سوم   | ۱۴۴ × ۶۸ mm | سایاکبای کارالائف       | آرامگاه مناس     | همانند چهره روی اسکناس | ۲۰۱۰     | ۱ دسامبر ۲۰۱۰  | همچنان در گردش | همچنان در گردش |
| |       | ۵۰۰ سوم   | ۱۴۴ × ۶۸ mm | سایاکبای کارالائف       | آرامگاه مناس     | همانند چهره روی اسکناس | ۲۰۱۶     | ۱ ژانویه ۲۰۱۷  | همچنان در گردش | همچنان در گردش |
| |       | ۱,۰۰۰ سوم | ۱۵۰ × ۷۱ mm | یوسف خاص حاجب بلاساغونی | تخت سلیمان       | همانند چهره روی اسکناس | ۲۰۱۰     | ۱ دسامبر ۲۰۱۰  | همچنان در گردش | همچنان در گردش |
| |       | ۱,۰۰۰ سوم | ۱۵۰ × ۷۱ mm | یوسف خاص حاجب بلاساغونی | تخت سلیمان       | همانند چهره روی اسکناس | ۲۰۱۶     | ۱ ژانویه ۲۰۱۷  | همچنان در گردش | همچنان در گردش |
| |       | ۵,۰۰۰ سوم | ۱۵۶ × ۷۳ mm | سویمونکول چوکموروف      | میدان آلاتو      | همانند چهره روی اسکناس | ۲۰۰۹     | ۲ مارس ۲۰۰۹    | همچنان در گردش | همچنان در گردش |
| |       | ۵,۰۰۰ سوم | ۱۵۶ × ۷۳ mm | سویمونکول چوکموروف      | میدان آلاتو      | همانند چهره روی اسکناس | ۲۰۱۶     | ۲ دسامبر ۲۰۱۸  | همچنان در گردش | همچنان در گردش |
| These images are to scale at 0.7 pixels per millimetre. For table standards, see the banknote specification table. |       |           |             |                         |                  |                        |          |                |                |                |

سری پنجم، سری کنونی است.
| نگاره | نگاره | بها       | ابعاد       | شرح                     | شرح             | شرح                    | تاریخ    | تاریخ      | تاریخ     | تاریخ        |
| رو    | پشت   | بها       | ابعاد       | رو                      | پشت             | ته‌نقش                  | آغاز چاپ | انتشار     | پایان چاپ | خروج از گردش |
| ----- | ----- | --------- | ----------- | ----------------------- | --------------- | ---------------------- | -------- | ---------- | --------- | ------------ |
|       |       | ۲۰۰ سوم   | ۱۳۸ × ۶۶ mm | علی‌قل اسمنف             | دریاچه ایسیق‌کول | همانند چهره روی اسکناس | ۲۰۲۳     | ۱۰ مه ۲۰۲۳ | در گردش   | در گردش      |
|       |       | ۵۰۰ سوم   | ۱۴۴ × ۶۸ mm | سایاکبای کارالائف       | آرامگاه مناس    | همانند چهره روی اسکناس | ۲۰۲۳     | ۱۰ مه ۲۰۲۳ | در گردش   | در گردش      |
|       |       | ۱,۰۰۰ سوم | ۱۵۰ × ۷۱ mm | یوسف خاص حاجب بلاساغونی | تخت سلیمان      | همانند چهره روی اسکناس | ۲۰۲۳     | ۱۰ مه ۲۰۲۳ | در گردش   | در گردش      |